# 中期オランダ語
中期オランダ語（ちゅうきオランダご、英: Middle Dutch、蘭: Middelnederlands）は西ゲルマン語群の方言をいくつかまとめた言語グループである。1150年から1500年に掛けて話し言葉や書き言葉として使用された。

## 言語名別称
- 中世オランダ語
- ディーツ語
- Diets
- Dietsch
- 独: Mittelniederländisch
- 蘭: Middelnederlands